# Phthiracarus nitens
Phthiracarus nitens är en spindeldjursart som först beskrevs av Hercule Nicolet 1855.  Phthiracarus nitens ingår i släktet Phthiracarus, och familjen Phthiracaridae. Arten är reproducerande i Sverige.